# بريتش ايروسبيس جت ستريم 41
بريتش ايروسبيس جت ستريم 41 (بالإنجليزية: British Aerospace Jetstream 41)‏ هي طائرة إقليمية أنتجت في 1992 ببريطانيا. من صناعة بريتش ايروسبيس. كان أول طيران لها في 25 سبتمبر 1991. ومازالت في الخدمة حتى الآن. صنع منها 100 طائرة.